# Jahrbuch für Kommunikationsgeschichte
Das Jahrbuch für Kommunikationsgeschichte (JbKG) ist eine interdisziplinäre Fachzeitschrift, die kommunikationshistorische Beiträge publiziert.

## Herausgeber, Redaktion und Beirat
Das JbKG wird (Stand 2022) von Daniel Bellingradt (Augsburg) seit 2015, Astrid Blome (Dortmund) seit 2020 und Jörg Requate (Kassel) seit 2022 herausgegeben. Die Redaktion der Zeitschrift liegt bei Karen Peter (Berlin). Zu dem wissenschaftlichen Beirat gehören Stefanie Averbeck-Lietz (Greifswald), Olaf Blaschke (Münster), Holger Böning (Bremen), Frank Bösch  (Potsdam), Andreas Fickers (Esch-sur-Alzette), Dagmar Freist (Oldenburg), Markus Friedrich (Hamburg), Maria Löblich (Berlin) und Rudolf Stöber (Bamberg).

## Entstehung
Die Zeitschrift erschien erstmals 1999. Laut dem Vorwort der Gründungsherausgeber Holger Böning, Arnulf Kutsch und Rudolf Stöber ist Anliegen des Jahrbuchs, das Interesse verschiedener wissenschaftlicher Disziplinen wie der Geschichts- und Kulturwissenschaft, der Volkskunde sowie der Literatur- und Kunstgeschichte an kommunikationshistorischen Fragestellungen aufzugreifen und zusammenzuführen. Damit zielt das Jahrbuch darauf, die historische Forschung in der Kommunikationswissenschaft zu stärken.

## Aufbau
Das Jahrbuch umfasst ca. 320 Seiten und ist in fünf Teile gegliedert. Seit 2018 widmet sich der erste Teil in Form eines Diskussionsforums der Frage: "Was ist Kommunikationsgeschichte?" Hier werden aus unterschiedlichen Forschungsrichtungen und im Blick auf verschiedene Epochen konzeptionelle und theoretische Fragen der Kommunikationsgeschichte erörtert. Im zweiten Teil erscheinen Aufsätze, die kommunikationshistorische Probleme quellennah bearbeiten. Im dritten Teil werden unter "Miszellen" Forschungsberichte und Einschätzungen über die Erschließung und Archivierung kommunikationshistorischer Quellen veröffentlicht. Ein umfangreicher Rezensionsteil und eine Aufsatzbibliographie, das Ergebnis der Auswertung von mehr als 800 internationalen periodischen Publikationen hinsichtlich kommunikationshistorischer Beiträge durch Wilbert Ubbens, schließen jeweils die Bände ab.

## Rezeption
Der Kommunikationswissenschaftler Horst Pöttker bewertete das Jahrbuch für Kommunikationsgeschichte 2008 in einer Rezension für das Fachforum H-Soz-Kult als „ein solides, vielleicht etwas traditionell gestaltetes, kommunikationsgeschichtliche Forschungen eher durch Detailinformationen fundierendes als durch innovative Fragestellungen anregendes“ Jahrbuch.
Die Bedeutung des Jahrbuchs in der gegenwärtigen Forschungslandschaft betonte der Historiker Werner Greiling in einer Rezension für die Zeitschrift für Thüringische Geschichte: „Angesichts des Befunds, dass an den zahlreichen medien- und kommunikationswissenschaftlichen Lehrstühlen und Professuren der Bundesrepublik der Anteil historisch ausgerichteter Forschung eher rückläufig ist, kann man die Bedeutung dieser gut etablierten wissenschaftlichen Plattform kaum hoch genug ansetzen. […] Dem Jahrbuch selbst, in dem seit Band 20 (2018) in einem speziellen ‚Forum Kommunikationsgeschichte‘ die verschiedenen Facetten der grundlegenden Frage ‚Was ist Kommunikatikonsgeschichte?‘ diskutiert werden, ist ein weiteres gutes Gedeihen zu wünschen. Denn es wird wirklich gebraucht!“